# Квіткокол
Квіткокол (Diglossa) — рід горобцеподібних птахів родини саякових (Thraupidae). Представники цього роду мешкають в Мексиці, Центральній і Південній Америці.

## Опис
Квіткоколи — невеликі птахи, середня довжина яких становить 11-17,3 см, а вага 6-25 г. Квіткоколам притаманний характерний, вигнутий догори дзьоб, що дозволяє їх живитися нектаром, проколюючи квітку біля основи. Вони живуть у вологих гірських тропічних лісах в Андах і горах Центральної Америки.

## Види
Виділяють вісімнадцять видів:
- Квіткокол ультрамариновий (Diglossa glauca)
- Квіткокол блакитний (Diglossa caerulescens)
- Квіткокол масковий (Diglossa cyanea)
- Квіткокол індиговий (Diglossa indigotica)
- Квіткокол рудочеревий (Diglossa sittoides)
- Квіткокол попелястий (Diglossa plumbea)
- Квіткокол садовий (Diglossa baritula)
- Квіткокол рудовусий (Diglossa mystacalis)
- Квіткокол блискотливий (Diglossa lafresnayii)
- Квіткокол колумбійський (Diglossa gloriosissima)
- Квіткокол сизий (Diglossa duidae)
- Квіткокол великий (Diglossa major)
- Квіткокол венесуельський (Diglossa venezuelensis)
- Квіткокол білобокий (Diglossa albilatera)
- Квіткокол сіробокий (Diglossa carbonaria)
- Квіткокол чорногорлий (Diglossa brunneiventris)
- Квіткокол меридайський (Diglossa gloriosa)
- Квіткокол чорний (Diglossa humeralis)

## Етимологія
Наукова назва роду Diglossa походить від слова дав.-гр. διγλωσσος — двомовний, той, хто розмовляє двома мовами.